# Paj Čuo-süan
Paj Čuo-süan (čínsky pchin-jinem Bai Zhuoxuan, znaky zjednodušené 白卓璇, * 16. listopadu 2002) je čínská profesionální tenistka. Ve své dosavadní kariéře na okruhu WTA Tour nevyhrála žádný turnaj. V rámci okruhu ITF získala deset titulů ve dvouhře a tři ve čtyřhře.
Na žebříčku WTA byla ve dvouhře nejvýše klasifikována v březnu 2024 na 83. místě a ve čtyřhře v říjnu 2022 na 789. místě.

## Tenisová kariéra
V juniorské kombinované klasifikaci ITF nejvýše figurovala v únoru 2020 na 9. příčce po semifinálové účasti na juniorce Australian Open 2020, kde vyřadila Lindu Noskovou i Dianu Šnajderovou.
V rámci okruhu ITF debutovala v červenci 2019, když na turnaji v Tchien-ťinu dotovaném 25 tisíci dolary obdržela divokou kartu. V úvodním kole podlehla krajance Ťia-si Luové z šesté světové stovky. První tituly v této úrovni tenisu vybojovala během října a listopadu 2021 na egyptské túře v Šarm aš-Šajchu a Káhiře, když ovládla pět singlových a s Thajkou Punnin Kovapituktedovou tři deblové turnaje. Mezi říjnem 2021 a prosincem 2022 vyhrála na túře ITF 61 ze 72 odehraných zápasů a získala osm trofejí.
Na okruhu WTA Tour debutovala ve 20 letech květnovým Internationaux de Strasbourg 2023, jenž probíhal na štrasburské antuce. Do hlavní soutěže postoupila až jako šťastná poražená z kvalifikace po odhlášení Kalinské. V prvním kole dvouhry nevyužila dva mečboly proti světové čtyřiačtyřicítce a šesté nasazené Varvaře Gračovové, jíž podlehla až po ztraceném tiebreaku rozhodující sady. Již v předcházející prohrané kvalifikaci s Francouzkou Sarah Ilievovou neproměnila čtyři mečboly.
Na grandslamu debutovala v ženském singlu Wimbledonu 2023 po zvládnuté tříkolové kvalifikaci, v jejímž závěru vyřadila Britku Annu Broganovou. Na úvod wimbledonské dvouhry přehrála Belgičanku Ysaline Bonaventureovou, než poté – ve 45minutovém zápase – uhrála jen dva gamy na tuniskou světovou šestku a obhájkyni finálové účasti Ons Džabúrovou.

## Tituly na okruhu ITF
| Dotace turnajů okruhu ITF | Dotace turnajů okruhu ITF |
| ------------------------- | ------------------------- |
| 100 000 $ tournaments     | 80 000 $ tournaments      |
| 60 000 $ tournaments      | 40 000 $ tournaments      |
| 25 000 $ tournaments      | 15 000 $ tournaments      |

### Dvouhra (12 titulů)
| Č.  | datum         | turnaj               | povrch    | poražená finalistka    | výsledek           |
| --- | ------------- | -------------------- | --------- | ---------------------- | ------------------ |
| 1.  | říjen 2021    | Šarm aš-Šajch, Egypt | tvrdý     | Emilie Lindhová        | 6–3, 6–2           |
| 2.  | říjen 2021    | Šarm aš-Šajch, Egypt | tvrdý     | Li Cung-jü             | 6–4, 6–3           |
| 3.  | říjen 2021    | Šarm aš-Šajch, Egypt | tvrdý     | Eudice Chongová        | 4–6, 6–0, 6–4      |
| 4.  | listopad 2021 | Šarm aš-Šajch, Egypt | tvrdý     | Elena-Teodora Cadarová | 6–1, 6–3           |
| 5.  | listopad 2021 | Šarm aš-Šajch, Egypt | tvrdý     | Elena-Teodora Cadarová | 3–6, 7–6(7–5), 6–0 |
| 6.  | listopad 2021 | Monastir, Tunisko    | tvrdý     | Samira De Stefanová    | 6–2, 6–4           |
| 7.  | říjen 2022    | Hua Hin, Thajsko     | tvrdý     | Jou Siao-ti            | 7–5, 6–4           |
| 8.  | říjen 2022    | Hua Hin, Thajsko     | tvrdý     | Cody Wong Chung-i      | 3–6, 6–0, 6–3      |
| 9.  | duben 2023    | Jakarta, Indonésie   | tvrdý (h) | Ankita Rainová         | 3–6, 6–0, 6–2      |
| 10. | květen 2023   | Kačreti, Gruzie      | tvrdý     | Valeria Savinychová    | 6–4, 7–5           |
| 11. | říjen 2023    | Šen-čen, Čína        | tvrdý     | Jüan Jüe               | 7–6(7–5), 6–2      |
| 12. | listopad 2023 | Takasaki, Japonsko   | tvrdý     | Jüan Jüe               | 6–2, 6–3           |

### Čtyřhra (3 tituly)
| Č. | datum         | turnaj               | povrch | spoluhráčka            | poražené finalistky                         | výsledek         |
| -- | ------------- | -------------------- | ------ | ---------------------- | ------------------------------------------- | ---------------- |
| 1. | říjen 2021    | Šarm aš-Šajch, Egypt | tvrdý  | Punnin Kovapituktedová | Ašmita Easwaramurthiová Rebeka Stolmarová   | 6–0, 6–4         |
| 2. | říjen 2021    | Šarm aš-Šajch, Egypt | tvrdý  | Punnin Kovapituktedová | Eudice Chongová Cody Wong Chung-i           | 4–6, 6–2, [10–7] |
| 3. | listopad 2021 | Káhira, Egypt        | tvrdý  | Punnin Kovapituktedová | Jekatěrina Dmitričenková Antonia Schmidtová | 6–3, 7–6(7–1)    |